# Карел Дестовник Кајух
Карел Дестовник — Кајух (Шоштањ, 19. децембар 1922 — Беле Воде, Словенија, 22. фебруар 1944), био је словеначки песник, учесник Народноослободилачке борбе и народни херој Југославије.

## Биографија
Рођен је 19. децембра 1922. у Шоштању, Краљевина Срба, Хрвата и Словенаца, данас Словенија. Надимак Кајух је добио по месту где се налазила родна кућа његовог деде, у Скорну код Шоштања. После завршене основне школе, похађао је гимназију у Цељу.
Током гимназијских дана био је активан у левичарском покрету средњошколаца, а у вишим разредима гимназије почео је да се бави литературом: преводио је, писао драме, глумио, наступао на књижевним вечерима и објављивао песме. Од 1934. постао је члан СКОЈ-а. У Шоштању је био је један од главних организатора приредби које су шириле комунистичка схватања. Крајем априла 1940. искључен је из цељске гимназије „због учешћа у ширењу комунистичких идеја“. Успео је да настави школовање у Марибору. Крајем јануара 1941, када је био у седмом разреду гимназије, ухапшен је и послат у логор у Ивањицу, где је остао до средине фебруара.
Одмах по нападу Трећег рајха на Краљевину Југославију, Кајух се прикључио групи добровољаца коју су формирали шоштањски комунисти. Шоштањски добровољци, који су се успут наоружали, кренули су према Трбовљу. Док је шоштањска група боравила на Мрзници, Кајух се разболео, а затим при повлачењу пред немачком патролом се повредио. Другови су га сместили у близину Шоштања, где се илегално лечио. Гестапо га је ухапсио, 28. априла 1941, и одвео у затвор у Словенјградцу. Када је у мају пуштен из затвора, склонио се у Савињску долину, а септембра 1941. је прешао у Љубљану, где се укључио у Народноослободилачки покрет Југославије.
За време рата Кајух са својим песмама постаје гласник устаничког народа. По доласку у Љубљану објављивао је своје песме у илегалним гласилима ослободилачког покрета: „Млада Словенија“, „Словенски порочевалац“, „Наша жетва“ и „Нова ства“. За време љубљанске илегалности Кајух је написао своје најбоље песме.
Августа 1943. Кајух је из Љубљане отишао у партизане, где је преузео вођство културне групе у Четрнаестој ударној дивизији. Дивизија је 6. јануара 1944. кренула из Беле крајне, преко Хрватске, према словеначкој Штрајерској. У Штрајерског, где је дивизија стигла 6. фебруара, дочекале су је жестока немачка офанзива и оштра зима.
Културна група Четрнаесте дивизије, која је 21. и 22. фебруара изгубила вајара Јанеза Белача и композитора Свету Маролта-Шпика, аутора химне Четрнаесте дивизије на Кајухов текст, сместила се код Жлебника, у Шентивуду, над Заводујама. Увече је Жлебникову кућу изненада напала немачка патрола. Тек што су први хици испаљени, Кајух је пао смртно погођен.
Одлуком председника Федеративне Народне Републике Југославије Јосипа Броза Тита, 21. јула 1953. године, проглашен је за народног хероја.
Његово име носи једна улица и Основна школа у Љубљани.

### Дела
Кајухове најпознатије песме: